# Dichelonyx pallens
Dichelonyx pallens är en skalbaggsart som beskrevs av Leconte 1856. Dichelonyx pallens ingår i släktet Dichelonyx och familjen Melolonthidae. Inga underarter finns listade i Catalogue of Life.